# Alain Bernardin
Alain Bernardin (Digione, 9 gennaio 1916 – Parigi, 15 settembre 1994) è stato un imprenditore e collezionista d'arte francese, noto principalmente per aver creato, nel 1951, il Crazy Horse, locale parigino che rimane nell'imaginario collettivo come uno dei simboli del nuovo erotismo della capitale francese, e per aver ideato l'Art du Nu.

## Biografia
Sposato dal 1985 alla sua prima ballerina Lova Moor, che come molte contribuì a scoprire ed a lanciare nel mondo dello spettacolo, Bernardin è al centro di un tragico episodio di cronaca nera quando, all'età di 78 anni, decide di suicidarsi con un colpo di pistola alla tempia.
Alain Bernardin, nel 1977, ha inoltre prodotto, scritto e diretto il film Crazy Horse (Crazy Horse de Paris) dove compaiono alcune delle sue famose star tra cui Rosa Fumetto, Lova Moor, Lily Paramount, pellicola in cui interpreta se stesso.
È sepolto al Cimetière des Arches di Louveciennes.